# بنت أفندينا (مسلسل)
بنت أفندينا مسلسل دراما مصري أنتج عام 2004، من تأليف مصطفى محرم وإخراج محمد صلاح أبو سيف.

## قصة المسلسل
تدور احداثه حول الفتاة الريفية الفقيرة التي يعجب بها الباشا ويتزوجها لينقلها إلى عالمه المليء بالاضواء والنفاق بعد أن يشيع انها تنتمي إلى أسرة ارستقراطية عريقة.
يملك أحد الباشوات (أبو بكر عزت)، آلاف الأفدنة التي يزرعها الفلاحون الخاضعون لسطوته ومنهم فتاة يتيمة فقيرة، "زنوبة" (الهام شاهين) التي تعيش مع جدها العجوز، وهي نموذج للجهل والفقر، ولكنها ذات شخصية قوية. الباشا يجذب انتباهه أنوثتها البدائية في تعاملها مع الخيل عندما فاز حصانه في السباق، فيحاول الإيقاع بها الا أنها تتماسك، وترفض الخضوع له، فيقرر الزواج منها، رغم رفض كل المحيطين. يسعى الباشا إلى الارتقاء بزوجته الشابة، التي صار اسمها "زينب هانم"، ثقافياً وتعليمياً واجتماعياً، ويساعده في ذلك تطلع "زنوبة" إلى عالم الأثرياء، وتبحث زنوبة عن نسب لها يتناسب مع طبقة الباشوات. يكتشف الباشا بالصدفة وجود (سيد الشرقاوي) أحد أعضاء تنظيم الضباط الاحرار في قصره متنكراً في صورة عامل بالإسطبل، فيتعاطف معه ومع التنظيم. يعجب الملك بجمال وذكاء "زينب" ويرفعها إلى حاشيته، ويمنحها لقب (صاحبه العصمة)، لتصبح من سيدات المجتمع. يعلن الضباط الأحرار قيام ثورة يوليو وتتوالى الأحداث.

## الحلقات
- الحلقة 1: ديبة
- الحلقة 2: عروسة
- الحلقة 3: فرعونة
- الحلقة 4: صاحبة العصمة
- الحلقة 5: بنت أفندينا
- الحلقة 6: سايس
- الحلقة 7: سيد
- الحلقة 8: لعب على الحبلين
- الحلقة 9: جيل جديد
- الحلقة 10: ثورة
- الحلقة 11: كش ملك
- الحلقة 12: إهدا يا باشا
- الحلقة 13: وداعا يا باشا
- الحلقة 14: بنت الثورة

## الممثلون
| - إلهام شاهين - محمد كريم - حسن حسنى - كريم كوجاك - تامر هجرس - ميرنا وليد - تامر إبراهيم | - راندا البحيري - ضياء عبد الخالق - أبو بكر عزت - خالد سرحان: صلاح نصر - عايدة رياض - حجاج عبد العظيم - محمد ظاظا | - رياض الخولي - محمد الصاوي - محمد فريد - محمد الشقنقيري - محمد رياض - نهال عنبر - زينب إسماعيل | - ولاء فريد - حنان يوسف - نجلاء شعير - محمد الأدنداني - حمدي السخاوي - أمير شاهين - محمد كامل | - لبنى محمود - إبراهيم أبو العطا - هشام الشربيني - محمد عوض - مصطفى عكاشة - عبدالله الصفتي - مصطفى توفيق | - عثمان شكري سليم - عادل حسني (ضيف شرف) - عواطف حلمي - رضا مراد - مصطفى درويش - محمد طنطاوي - عبير الصغير |